# Луњано (Перуђа)
Луњано је насеље у Италији у округу Перуђа, региону Умбрија.
Према процени из 2011. у насељу је живело 82 становника. Насеље се налази на надморској висини од 350 м.